# Gunomeria macrodactylus
Gunomeria macrodactylus là một loài tò vò trong họ Ichneumonidae.